# The Neon God - Part 1 : The Rise
Albums de WASP
Dying For the World
(2002) The Neon God, Pt. 2: The Demise
(2004)
The Neon God : Part 1 - The Rise, est le 11e album du groupe de heavy metal W.A.S.P., paru en 2004.
C'est le premier des deux volets album conceptuel par WASP à propos d'un abus et orphelins garçon nommé Jesse, qui estime qu'il a la capacité de lire et manipuler les gens. Le deuxième album est intitulé The Neon God, Pt. 2: The Demise.

## Liste des titres
| No  | Titre                               | Durée |
| --- | ----------------------------------- | ----- |
| 1.  | Overture                            | 3:33  |
| 2.  | Why Am I Here                       | 0:34  |
| 3.  | Wishing Well                        | 3:34  |
| 4.  | Sister Sadie (And The Black Habits) | 7:42  |
| 5.  | The Rise                            | 2:29  |
| 6.  | Why Am I Nothing                    | 0:58  |
| 7.  | Asylum #9                           | 6:19  |
| 8.  | The Red Room Of The Rising Sun      | 4:41  |
| 9.  | What I'll Never Find                | 6:02  |
| 10. | Someone To Love Me                  | 0:51  |
| 11. | X.T.C. Riders                       | 4:34  |
| 12. | Me & The Devil                      | 0:53  |
| 13. | The Running Man                     | 4:19  |
| 14. | Raging Storm                        | 5:45  |